# Alien from L.A.
Alien from L.A. (no Brasil: Uma Estranha em Los Angeles) é um filme estadunidense de 1988, dirigido e escrito por Albert Pyun. O roteiro teve parceria de Regina Davis.

## Sinopse
O filme conta a história de Wanda, uma jovem desengonçada, sem mãe, rejeitada pelo pai e abandonada pelo namorado. Um dia, ela recebe uma carta e uma passagem aérea para visitar um senhor que teria informações importantes sobre seu pai. No entanto, durante a busca, ela cai em um buraco. O buraco é um caminho para uma civilização perdida, chamada Atlantis.

## Elenco
- Kathy Ireland.......Wanda Saknussemm
- William R. Moses.......Guten 'Gus' Edway
- Richard Haines.......Prof. Arnold Saknussemm
- Don Michael Paul.......Robbie
- Thom Mathews.......Charmin
- Janet Du Plessis.......General Rykov
- Simon Poland.......Consul Triton Crassus
- Kristen Trucksess.......Stacy
- Lochner De Kock.......Professor Ovid Galba / Professor Paddy Mahoney
- Russel Savadier.......Loki